# Ghetto Drohobytsch
Das Ghetto Drohobytsch bzw. Ghetto Drohobycz war während der Zeit des Nationalsozialismus ein Sammellager für die jüdischen Einwohner der damals polnischen Stadt Drohobycz (heute Ukraine) und ihrer Umgebung. Es bestand von Oktober 1942 bis Juni 1943 und diente als eines von über 500 sogenannten Ghettos während der Zeit des Nationalsozialismus der Internierung von rund 10.000 Juden. In der Folge wurden diese fast ausnahmslos von der SS ermordet, entweder durch Deportation ins Vernichtungslager Belzec oder vor Ort.

## Errichtung und „Aktionen“
Vor dem Zweiten Weltkrieg waren über vierzig Prozent der Stadtbevölkerung Juden, das heißt rund 15.000 Bewohner, wobei nach der Besetzung Polens zusätzliche polnisch-jüdische Flüchtlinge in die Stadt kamen. Ab der Besetzung Drohobytschs durch die Wehrmacht am 30. Juni 1941 im Rahmen des Unternehmens Barbarossa kam es zu Pogromen und verschiedenen diskriminierenden Maßnahmen gegenüber den in der Stadt lebenden Juden. Fünf Zwangsarbeiterlager wurden eingerichtet, etwa in der Ölindustrie der Stadt. Im März 1942 deportierten die SS und ihre Ukrainische Hilfspolizei nach dessen Errichtung im Rahmen der „Endlösung“ mindestens 2.000 Juden aus der Stadt ins Vernichtungslager Belzec. Weitere 2.500 Menschen wurden von 8. bis 17. August mit Güterzügen zur Vergasung ins Vernichtungslager Belzec gebracht, weitere 600 Menschen wurden vor Ort beim Versuch ermordet, sich zu verstecken oder zu fliehen.
Anfang Oktober 1942 wurde schließlich das Ghetto für die rund 10.000 verbleibenden Juden eingerichtet. In „Aktionen“ im Oktober und November 1942 wurden ca. 5.800 Juden ins Vernichtungslager Belzec abtransportiert und weitere 1.200 beim Fluchtversuch auf der Straße von der SS und der Ukrainischen Hilfspolizei ermordet. Der 19. November 1942 ist als „Blutiger Donnerstag von Drohobytsch“ bekannt; an diesem Tag durften Deutsche Juden auf offener Straße ermorden, unter dem Anlass, dass einige Tage zuvor ein jüdischer Insasse aus dem Ghetto geflohen war und auf einen Deutschen geschossen hatte.
SS-Hauptscharführer Felix Landau berichtete in seinen Tagebuchaufzeichnungen ausführlich über seine Beteiligung an den Morden.

## Auflösung
Von 21. Mai 1943 bis 10. Juni lösten die Sicherheitspolizei und die SS das Ghetto auf. Dabei wurden die Gebäude des Ghettos angezündet, die Insassen von drei Zwangsarbeiterlagern aus der Stadt in den Wald von Bronitza getrieben und ermordet. Die verbleibenden Zwangsarbeiterlager waren die Keramische Werkstätte und die Karpatenerdölaktiengesellschaft, wobei zuletzt nur noch letztere betrieben wurde. Aufgrund des Heranrückens der Roten Armee wurden am 13. April 1944 die verbleibenden Zwangsarbeiter in das KZ Plaszow evakuiert. Bei der Befreiung der Stadt durch die Rote Armee gab es nur noch 400 überlebende Juden in der Stadt.

## Prominente Insassen

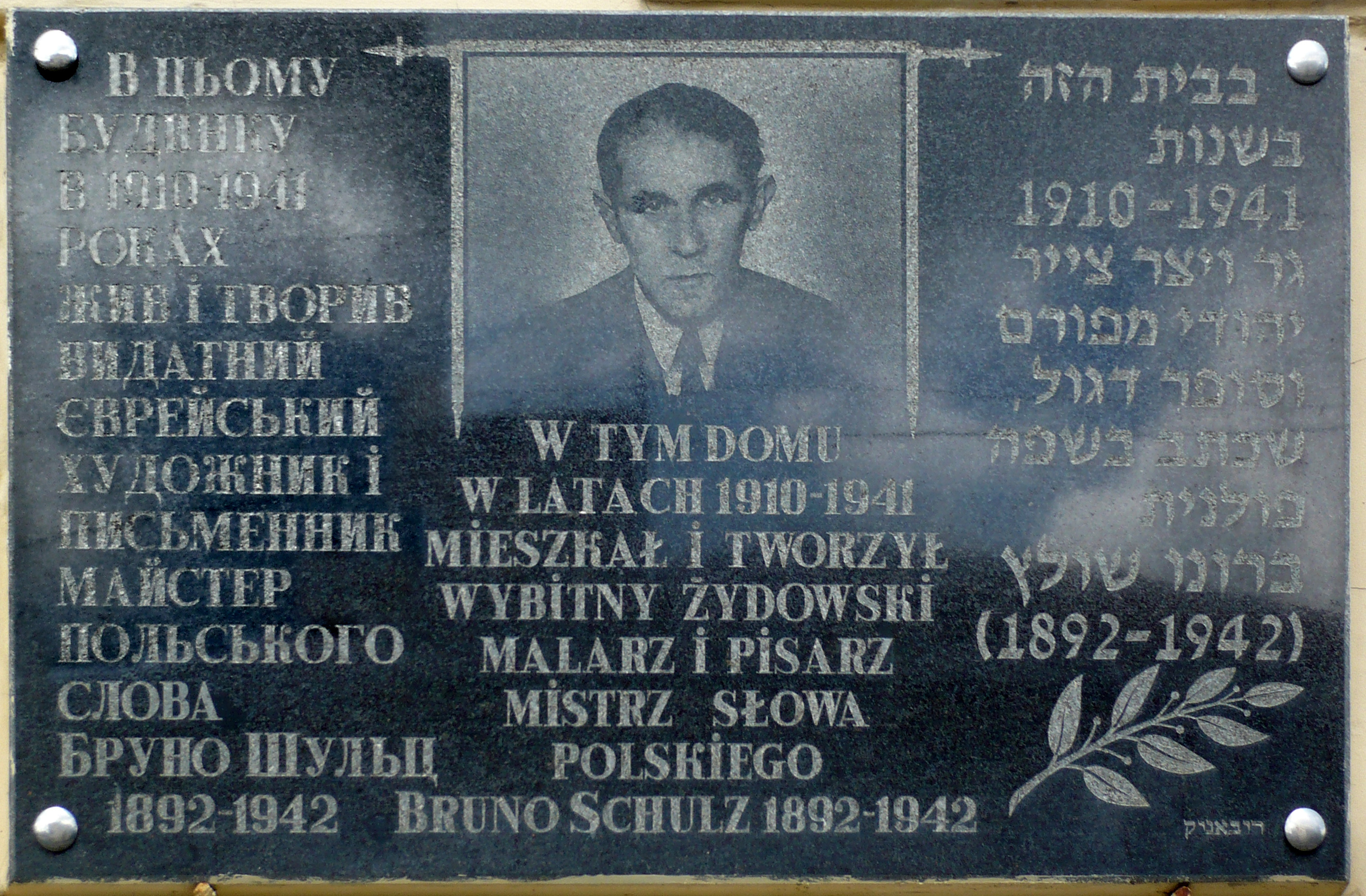
Gedenktafel am ehemaligen Ghetto-Haus, in dem Bruno Schulz interniert war

Der Schriftsteller und Maler Bruno Schulz (1892–1942) war wohl der bekannteste Insasse des Lagers. Er wurde gezwungen, ein Kinderzimmer in der Villa des SS-Hauptscharführers Felix Landau mit Fresken zu bemalen und wurde am 19. November 1942 (dem „Blutigen Donnerstag von Drohobytsch“), dem Tag seiner geplanten Flucht, vermutlich aus Unmut gegenüber Landau auf offener Straße von einem anderen SS-Mitglied erschossen.
Alfred Schreyer (1922–2015), Sänger und Geiger, kehrte nach Kriegsende nach Drohobytsch zurück und war dort kurz vor seinem Tod der letzte jüdische Einwohner, der vor dem Zweiten Weltkrieg geboren wurde. Der Dokumentarfilm Der letzte Jude von Drohobycz (2011) schildert unter anderem seine Erlebnisse im Ghetto Drohobytsch.

## Gedenken

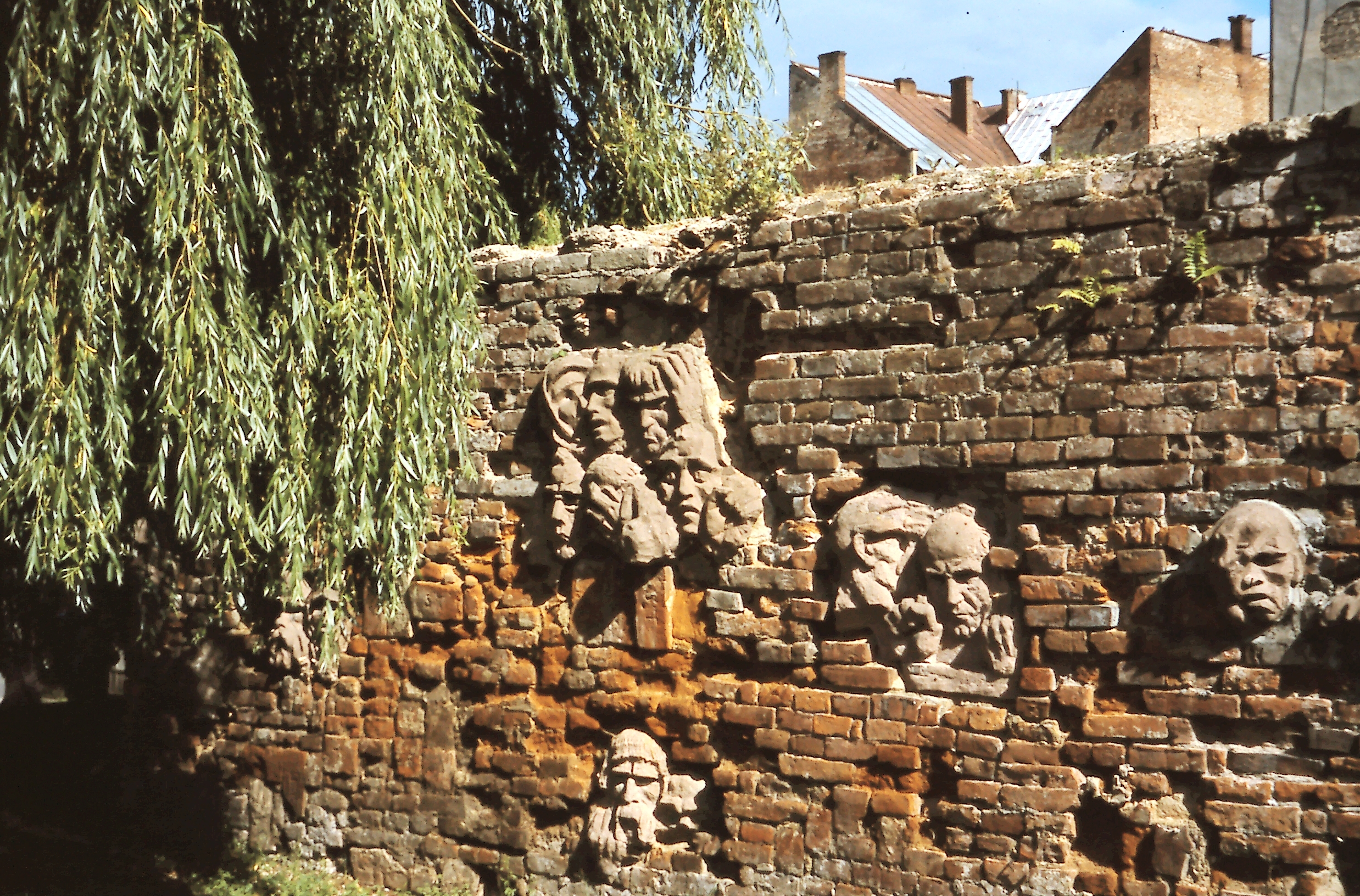
Gedenkmauer Ghetto Drohobytsch

An einer Erschießungsmauer im Zentrum Drohobytschs wurde eine Denkmalanlage errichtet. Skulpturen in der Mauer zeigen nach oben gestreckte Hände und verschiedene Gesichter, vor der Mauer steht eine Frauenfigur im Gedenken an die Opfer. Gedenkplatten wurden auch im Wald von Bronitza errichtet. Die ehemalige Große Synagoge wurde ab 2014 restauriert und es soll ein jüdisches Kulturzentrum in den Räumlichkeiten entstehen.